# Lövsångaren 5

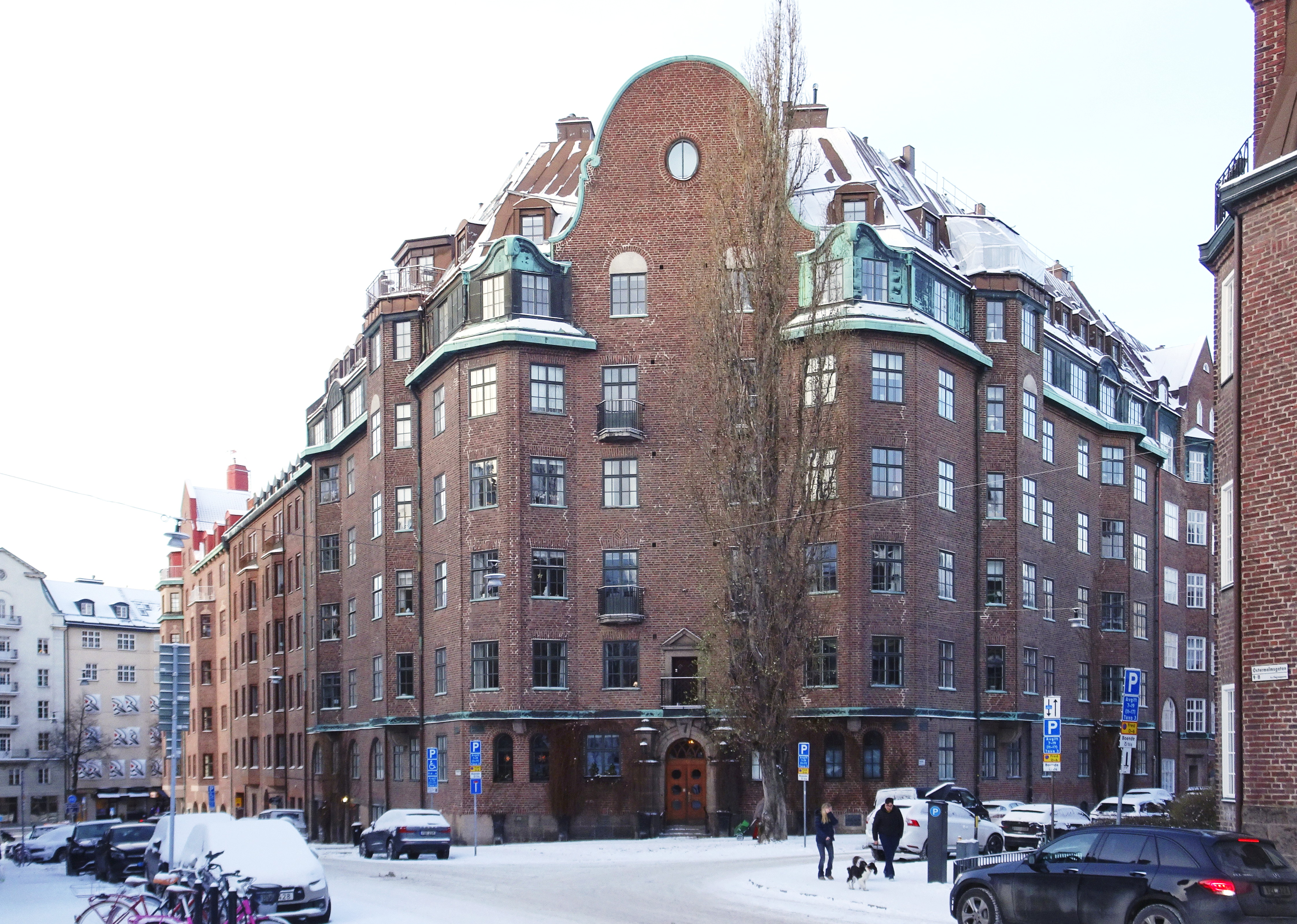
Lövsångaren 5, Bragevägen / Östermalmsvägen, 2022.

Lövsångaren 5 är en kulturhistoriskt värdefull bostadsfastighet i kvarteret Lövsångaren belägen vid hörnet Bragevägen 19 / Östermalmsgatan 5–7 i Lärkstaden på Östermalm i Stockholm. Byggnaden uppfördes 1912–1913 av byggmästaren Carl Wilhelm Althén efter ritningar av arkitektkontoret Höög & Morssing. Fastigheten är grönmärkt av Stadsmuseet i Stockholm, det innebär "särskilt värdefull från historisk, kulturhistorisk, miljömässig eller konstnärlig synpunkt". Lövsångaren 5 ingår i ett område av Riksintresse för kulturmiljövården.

## Historik

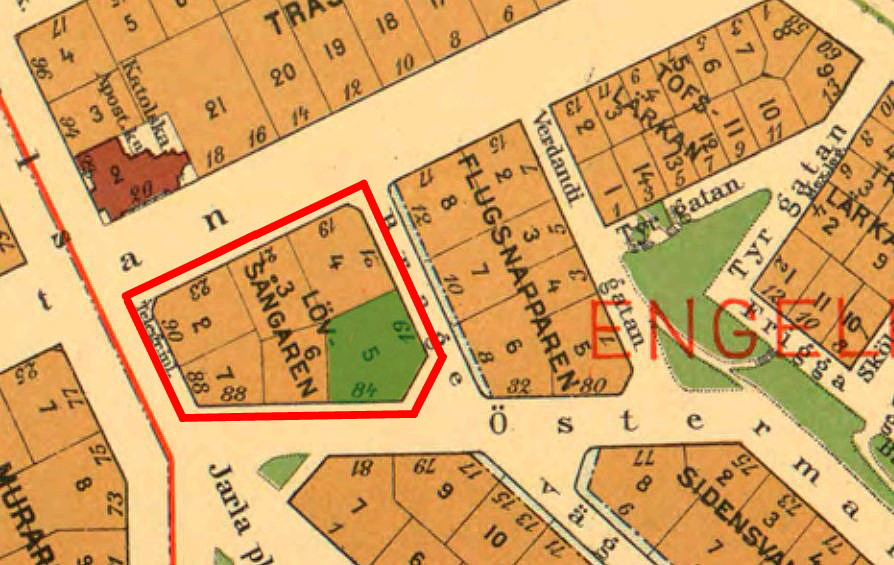
Lövsångaren 5 (grön markering), 1930.

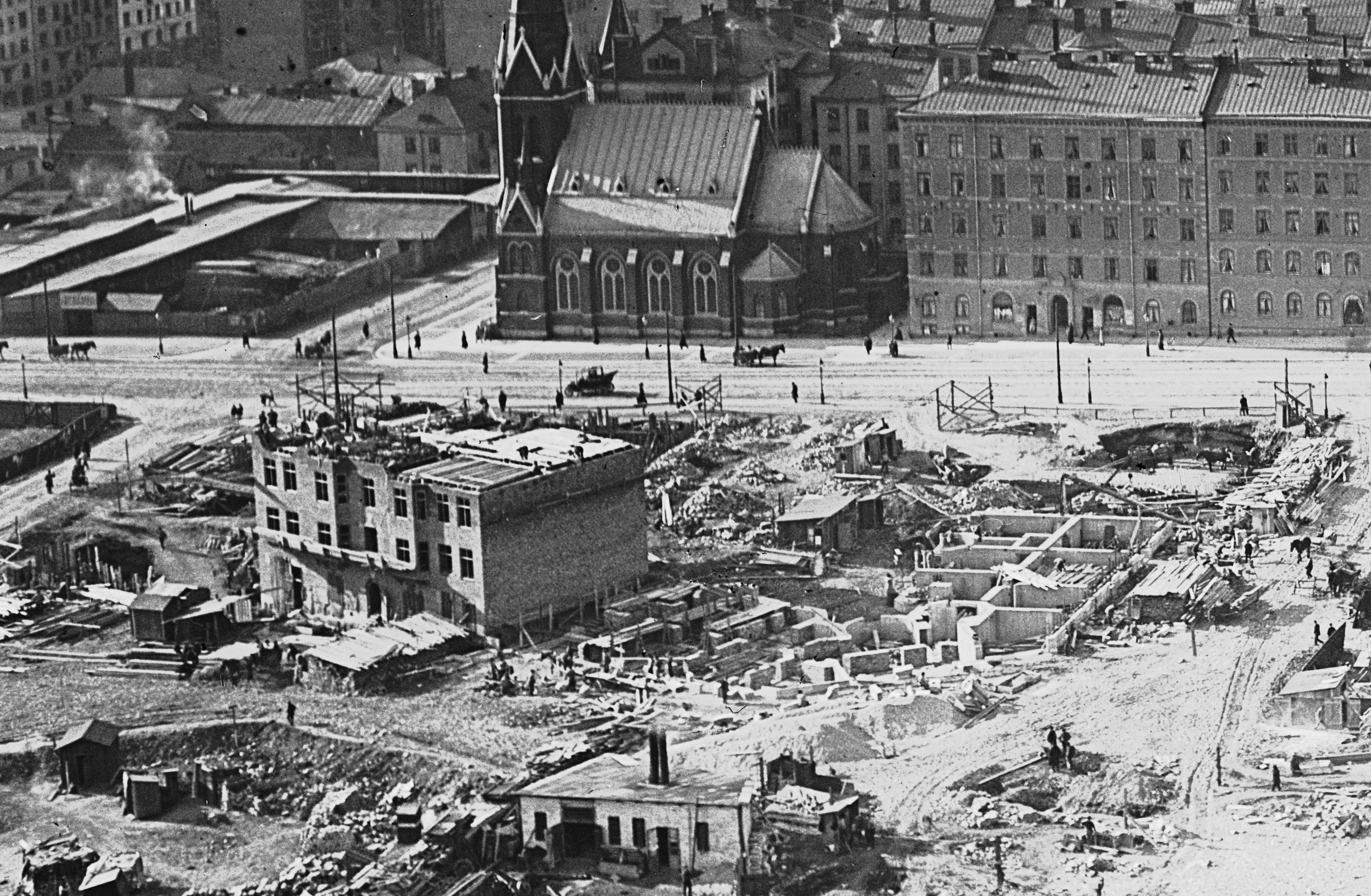
Grundläggningsarbeten för Lövsångaren 5, 1912. Huset som har kommit längst är Lövsångaren 6, Odengatan i bakgrunden.

Kvarteret Lövsångaren och anslutande kvarter i söder och öster bildades 1908 i samband med en stadsplan för Eriksbergsområdet med omgivning som upprättats av stadsingenjören Gustaf von Segebaden och som i sin tur byggde på ett stadsplaneförslag ritat 1902 av stadsplanearkitekten Per Olof Hallman. För fastigheten Lövsångaren 5 avsattes en areal om 1 069 kvadratmeter och såldes 1912 av Stockholms stad med äganderätt (”å fri och egen grund” står det på tomtkartan) till Höög & Morssing. Det var vanligt att arkitekter eller byggmästare förvärvade stadens byggmark, eftersom de var väl insatta i pågående stadsplaneringar och det gällde att komma åt attraktiva tomter. 
Utöver Lövsångaren 5 köpte Höög & Morssing samtidigt grannfastigheten Lövsångaren 4 (Odengatan 19 / Bragevägen 21) som också kom att ritas av Höög & Morssing och uppföras av byggmästaren C.W. Althén. På ett fotografi från 1912 syns grundläggningsarbetena för Lövsångaren 5, medan schaktarbetena för Lövsångaren 4 har  påbörjats.
Första fastighetsägare var Fastighets AB Utsikten där husets byggmästare, C.W. Althén, ingick i styrelsen. 1916 såldes Lövsångaren 5 till Lifförsäkrings AB Nordpolen och året därpå blev Stockholms Badhusaktiebolag ägare. Idag (2022) ägs fastigheten av bostadsrättsföreningen Lövsångaren 5 som bildades 1982 och då förvärvade egendomen från Ränte- och kapitalförsäkringsanstalten (RKA). Brf Lövsångaren äger husets 31 bostadsrätter och upplåter tre lokaler med nyttjanderätt.

### Bilder

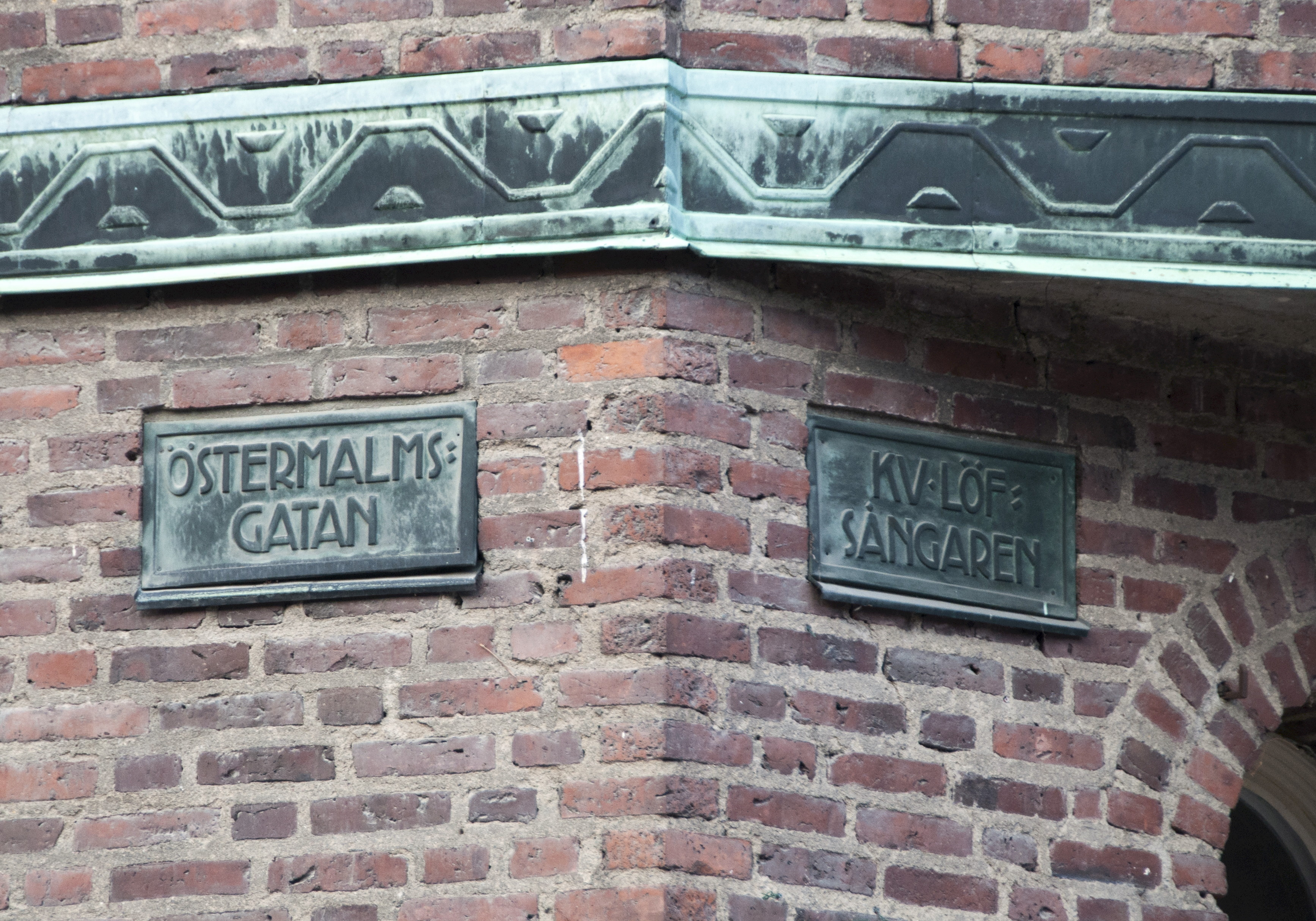
Fasaddetaljer i kopparplåt.
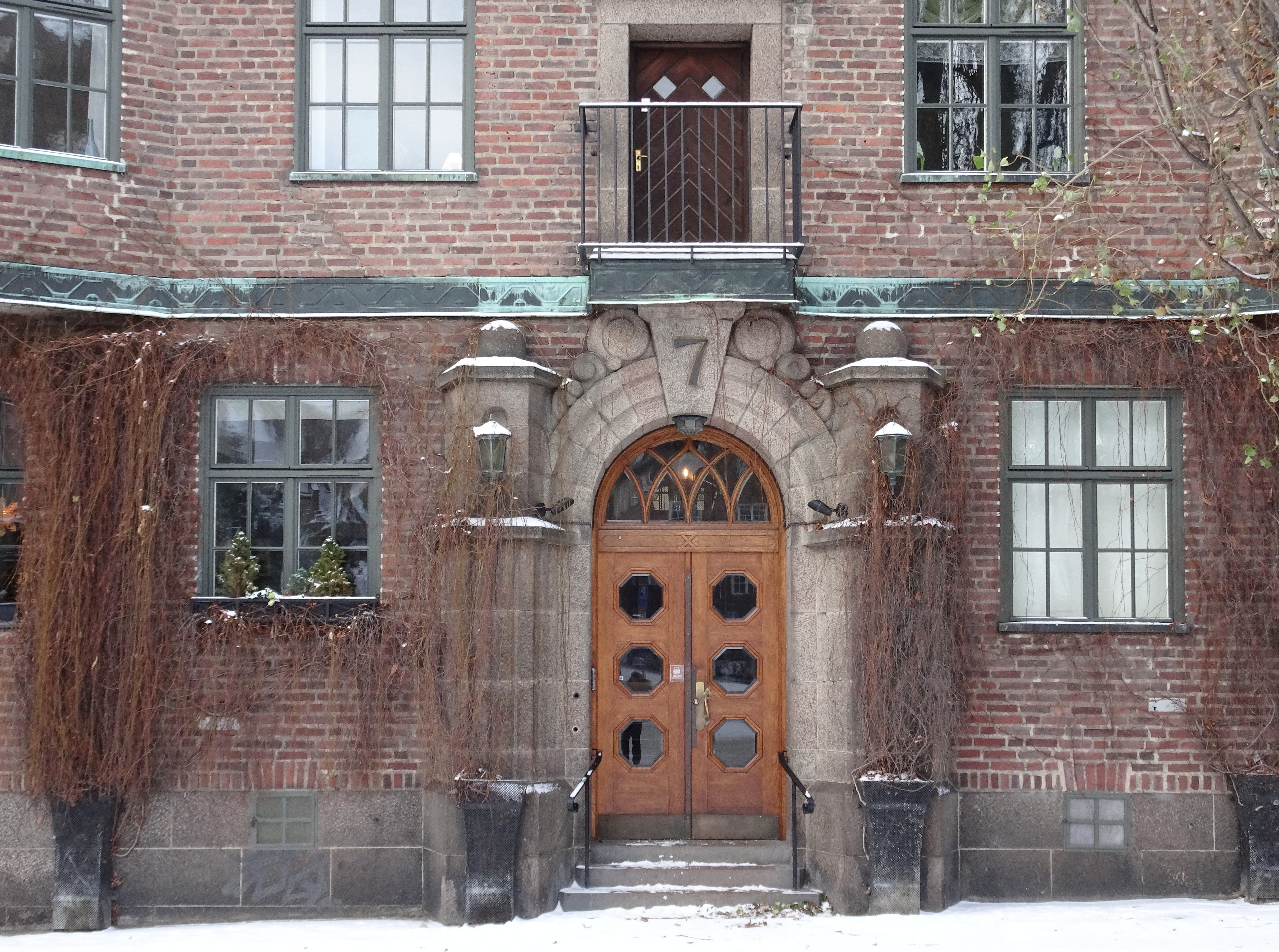
Huvudentré och portal, Östermalmsgatan 7.
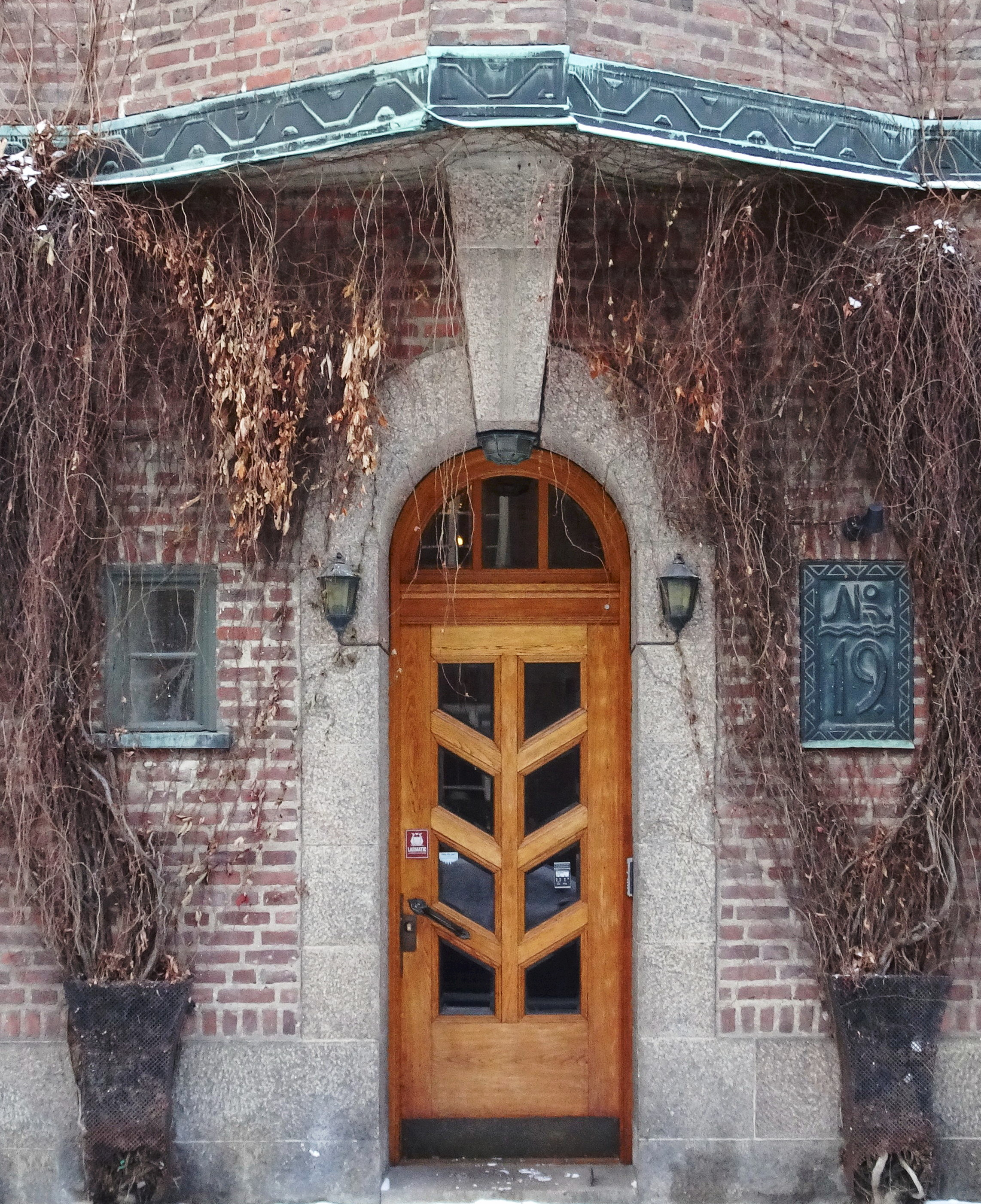
Sidoentré och portal, Bragevägen 19.
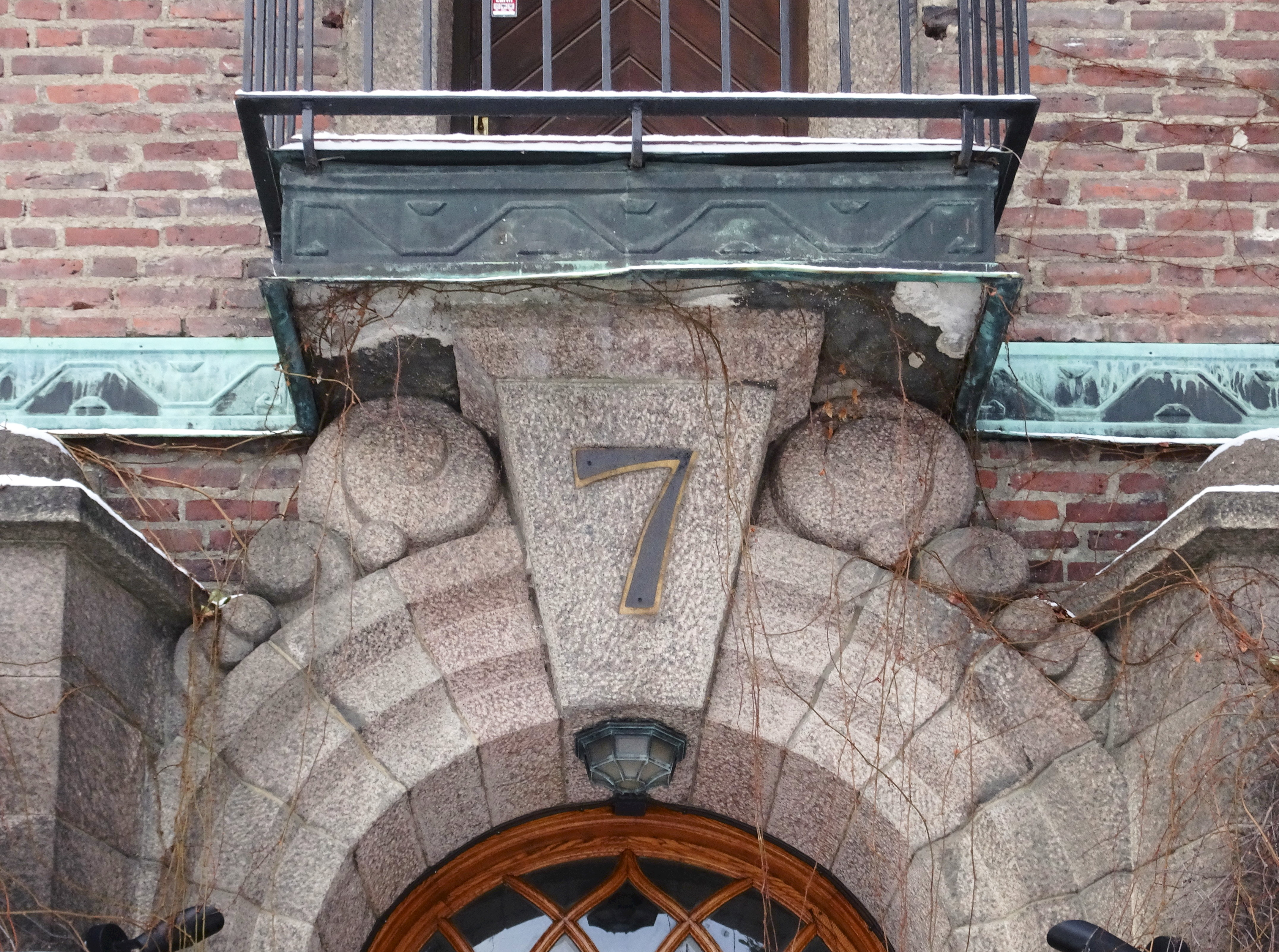
Huvudportal, detalj.
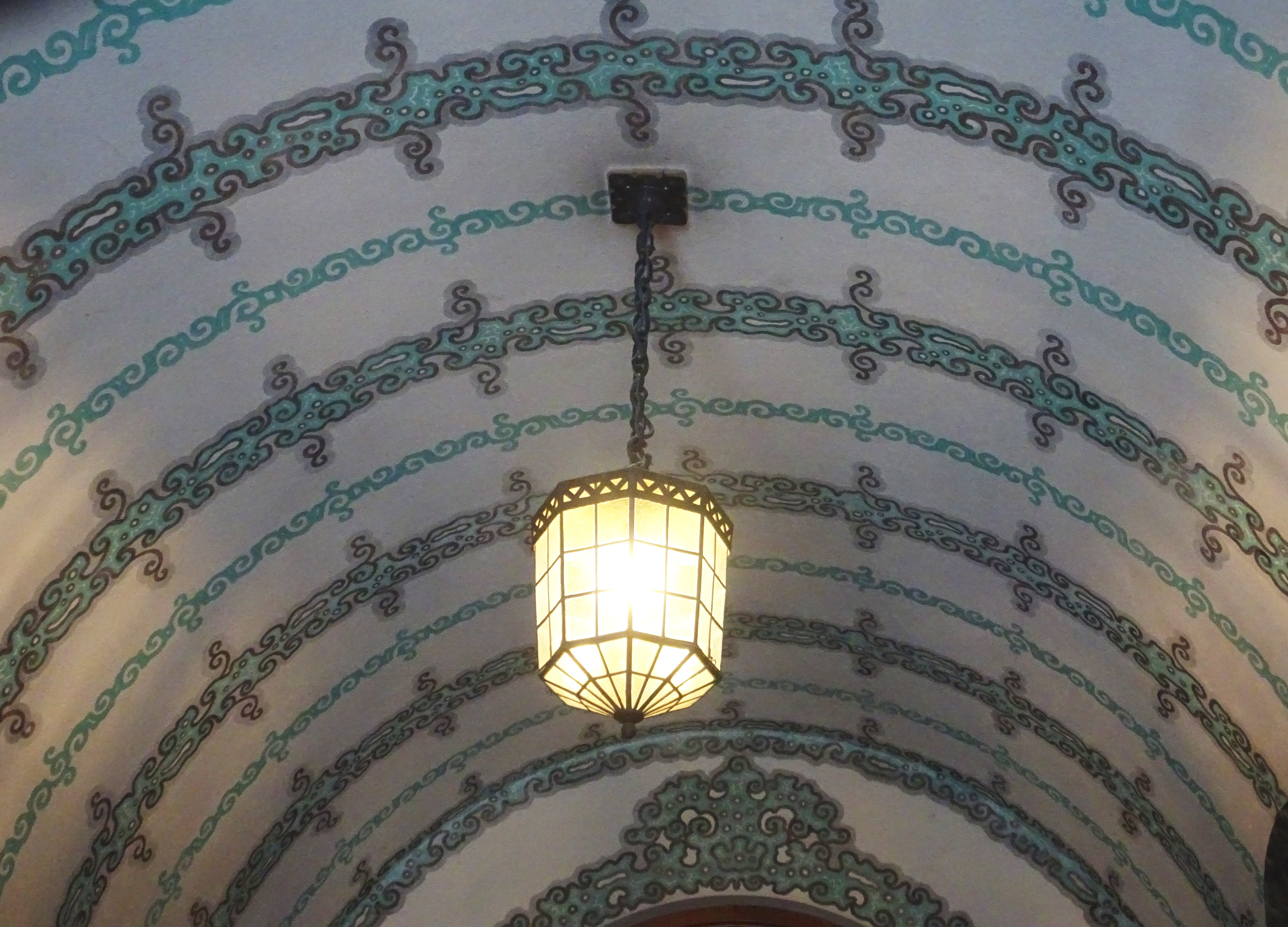
Dekorerat tunnvalv i entréhallen.

## Byggnadsbeskrivning

### Exteriör

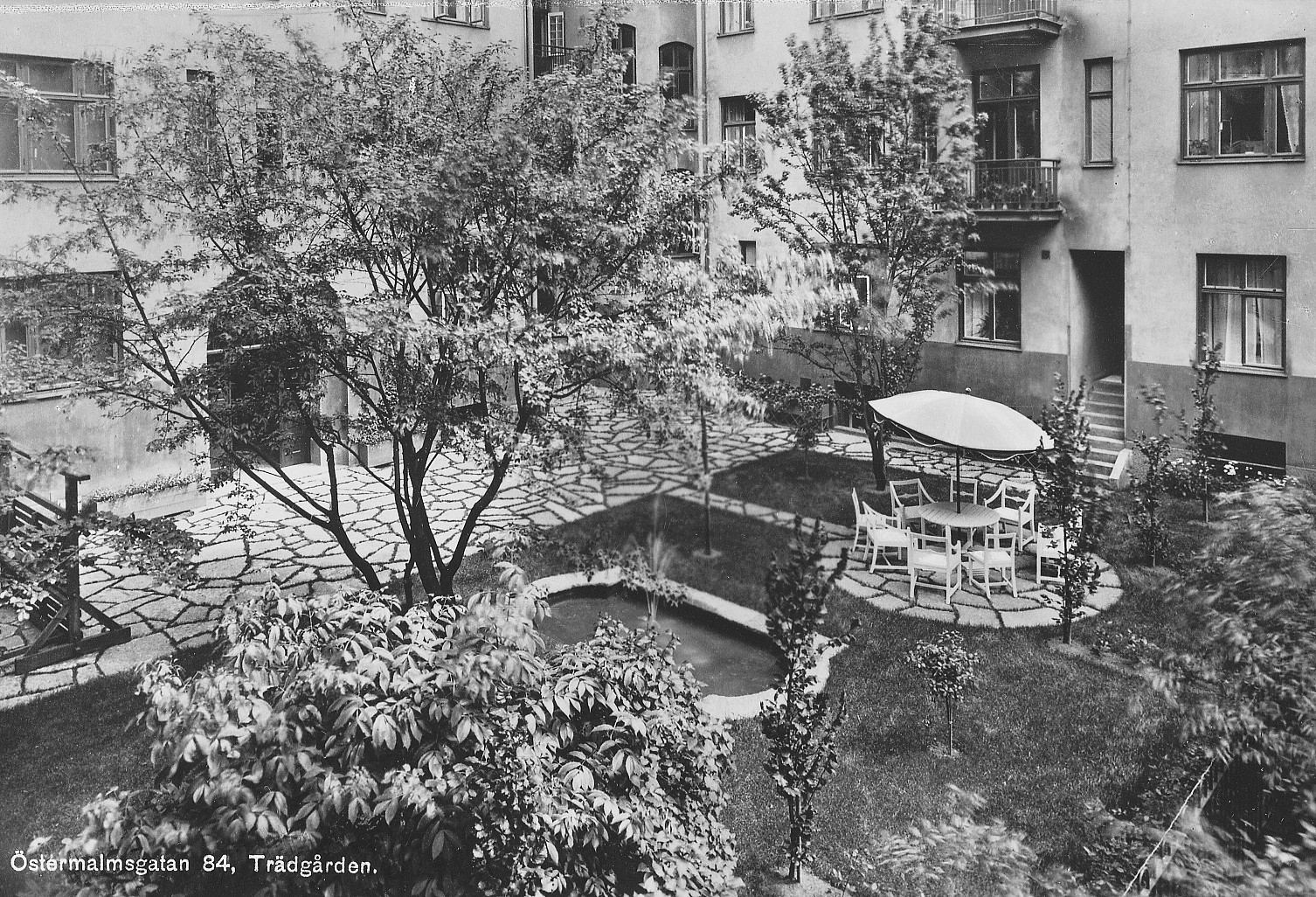
Innergården på 1930-talet.

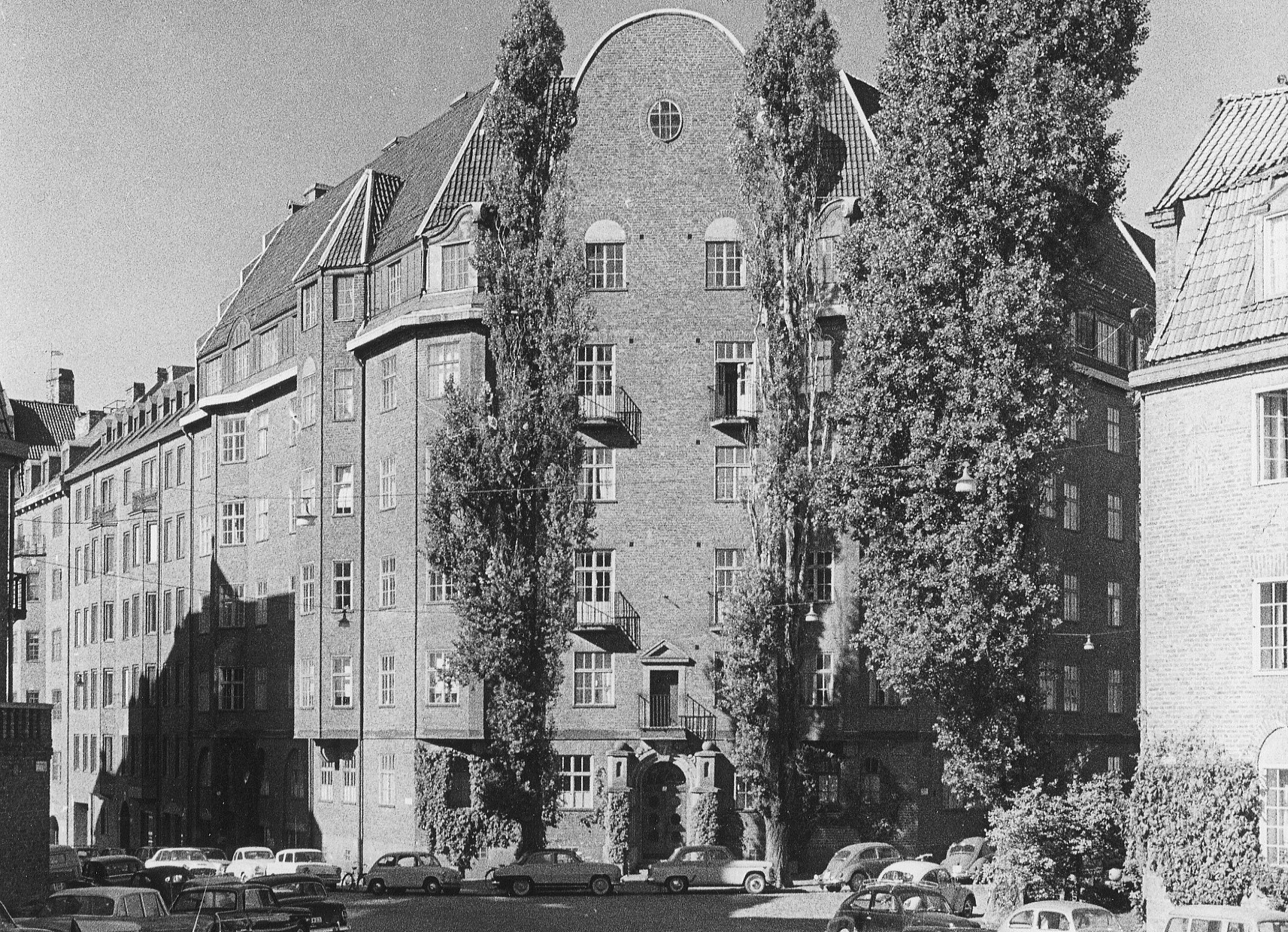
Lövsångaren 1963.

Lövsångaren 5 uppfördes i fem våningar och en indragen takvåning samt källare. Gatufasaden restes i rött fogstruket tegel som delvis mönstermurades och smyckades av ett dekorativt kopparband mellan bottenvåningen och våning en trappa. Sockel, portaler och övriga detaljer utfördes av granit respektive kopparplåt. Det finns burspråk av olika typer och balkonger med smidesräcken. I ögon fallande är den höga välvda volutgaveln som reser sig över hörnet Östermalmsgatan / Bragevägen. Gårdsfasaden utfördes enklare och putsades med slätputs.
Stor omsorg ägnades åt huvudportalen som gestaltades monumental med stenarbeten i granit och inspirerad av nationalromantiken och jugend. Slutstenen bär husnummer 7 (ursprungliga husnummer var 84). Porten härrör från byggtiden, den är glasad och har ett spröjsat och välvt överljusfönster. Golvet och trappan innanför är av vit marmor. Väggarna i entréhallen övergår i ett tunnvälvt tak vilket är dekorerat med målade stiliserade växtband i grönt och grått. På innergården anlades en liten trädgård med konststensplattor, gräsmatta med växter, spegeldamm med fontän samt en sittplats för husets hyresgäster.

### Interiör
Höög & Morssing gav huset en strikt symmetrisk uppbyggnad med två spegelvänd identiska flyglar och ett centralt placerat huvudtrapphus samt en kökstrappa i varje flygel. Den ursprungliga lägenhetsfördelningen enligt arkitektritningarna från 1912 var två, tre, sex respektive sju rum och kök samt ett portvaktsrum som låg intill huvudentrén. 
På vindsplanet fanns även två mycket stora lägenheter om elva rum och kök. Av tillgängliga arkitektritningar framgår också att vindsvåningen tillkom först under projekteringens gång. I samband med den höjdes yttertaket som fick sitt nuvarande utseende. Flygeln mot Bragegatan 19 har en egen entré som huvudsakligen betjänade flygelns kökstrappa. Där installerades en hiss 1937 samt badrum i alla smålägenheterna. Sjurumslägenheterna delades 1947 i lägenheter om tre, respektive fyra rum och kök. 
Den av Stadsmuseet i samband med byggnadsinventeringen (1984) besökta lägenheten bevarade ursprunglig inredning såsom halvfranska enkel-, par- och skjutdörrar, fältindelade väggar och bröstpaneler, vidare diagonalmönstrade dörröverstycken, profilerade taklister, en öppen spis och en rund kakelugn. 1986 utfördes större renoveringsarbeten. Idag (2022) finns 31 lägenheter i huset med storlekar mellan 43 och 225 m². I mars 2022 såldes en lägenhet om fem rum och kök (motsvarande 136 m²) för knappt 26 miljoner kronor.

### Arkitektritningar från 1912

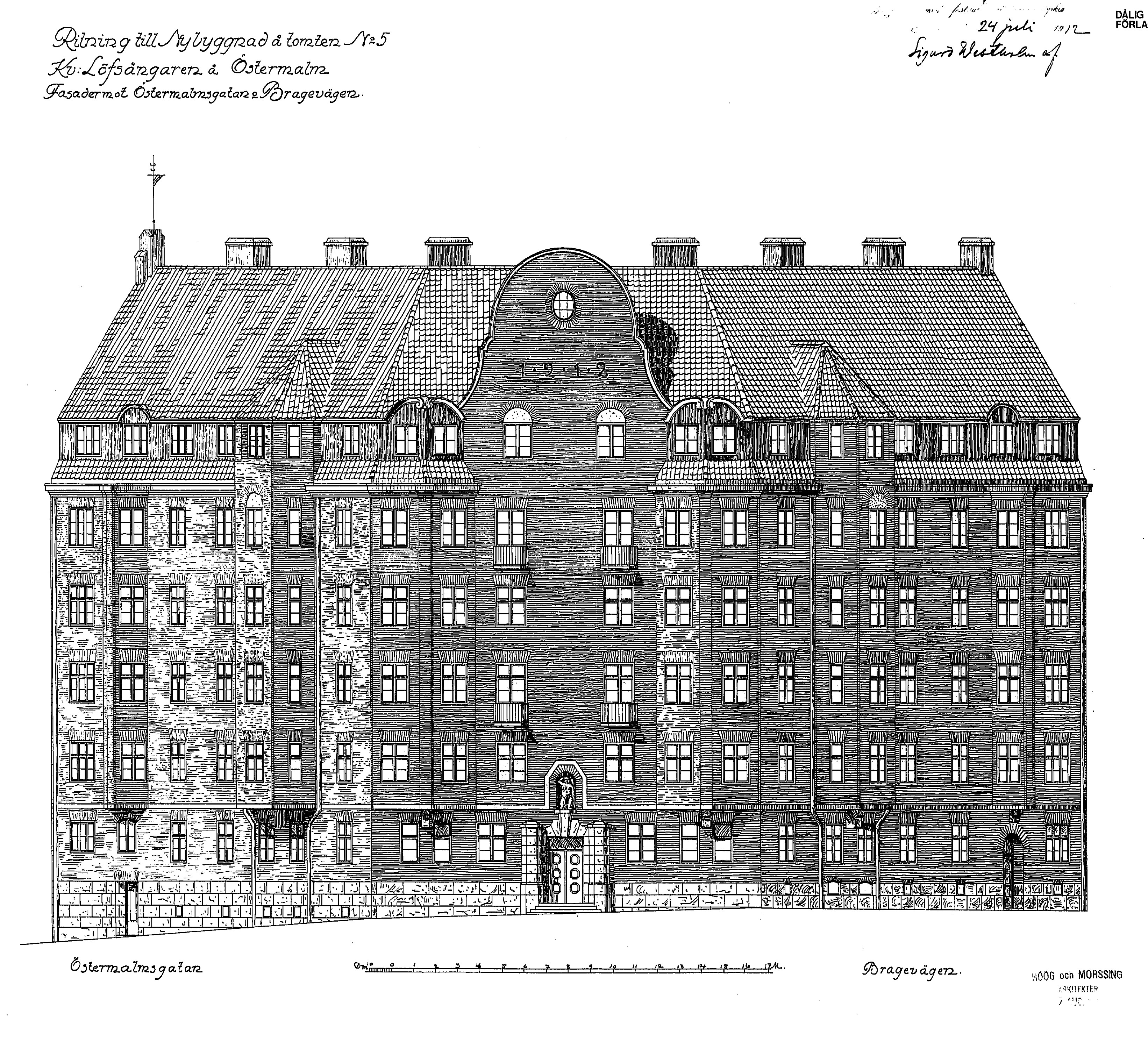
Fasad.
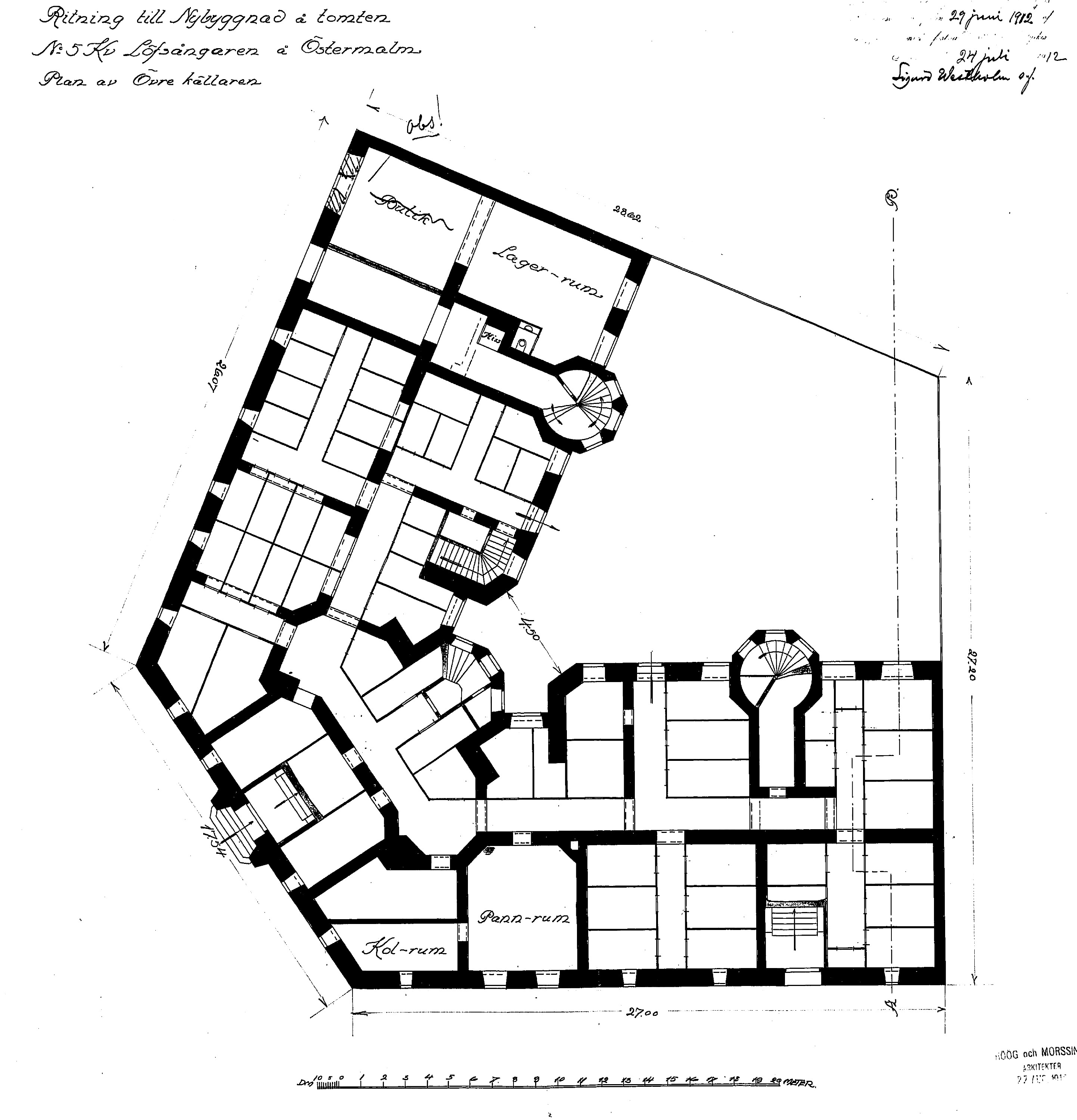
Källarvåning.
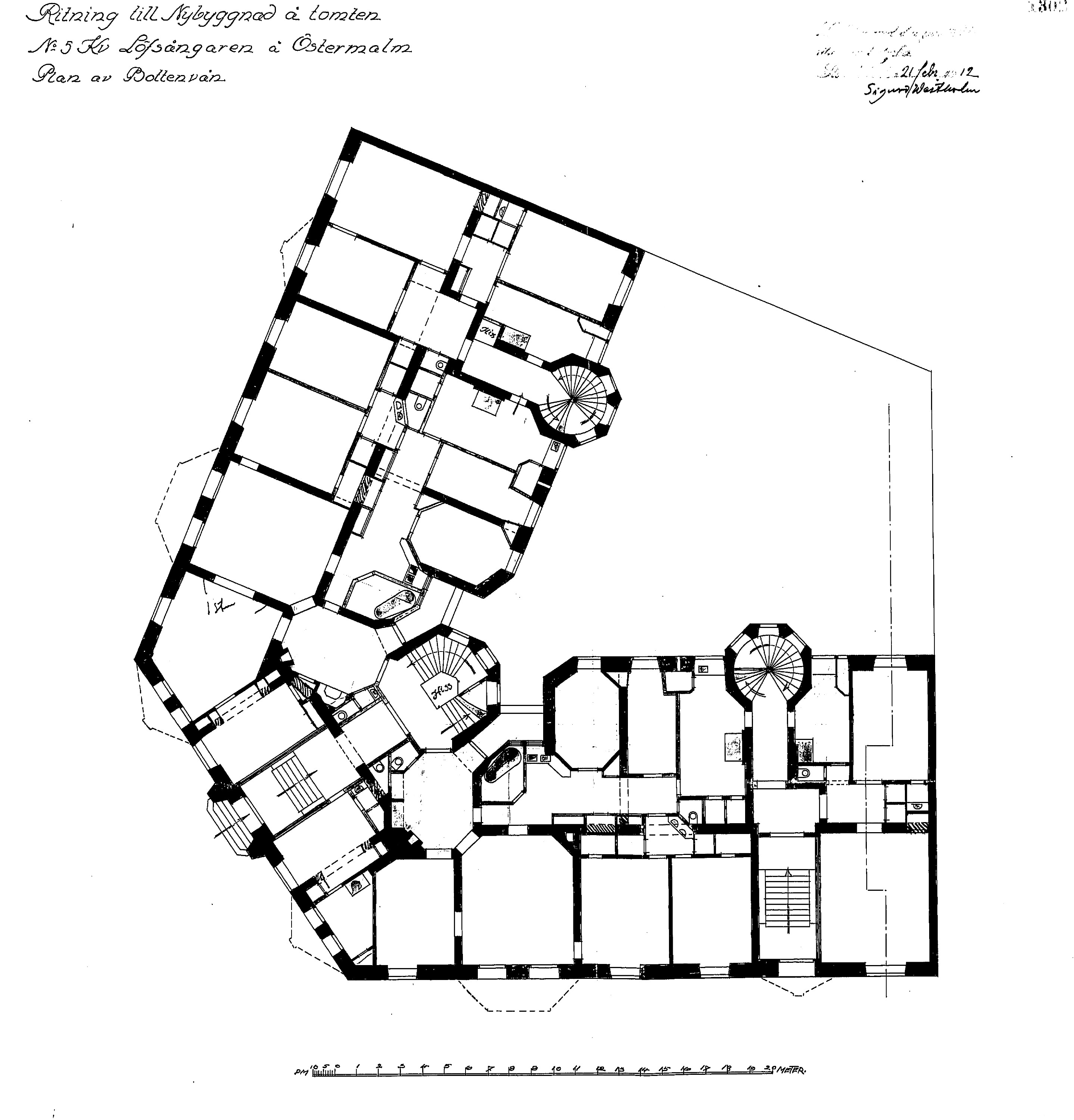
Bottenvåning.
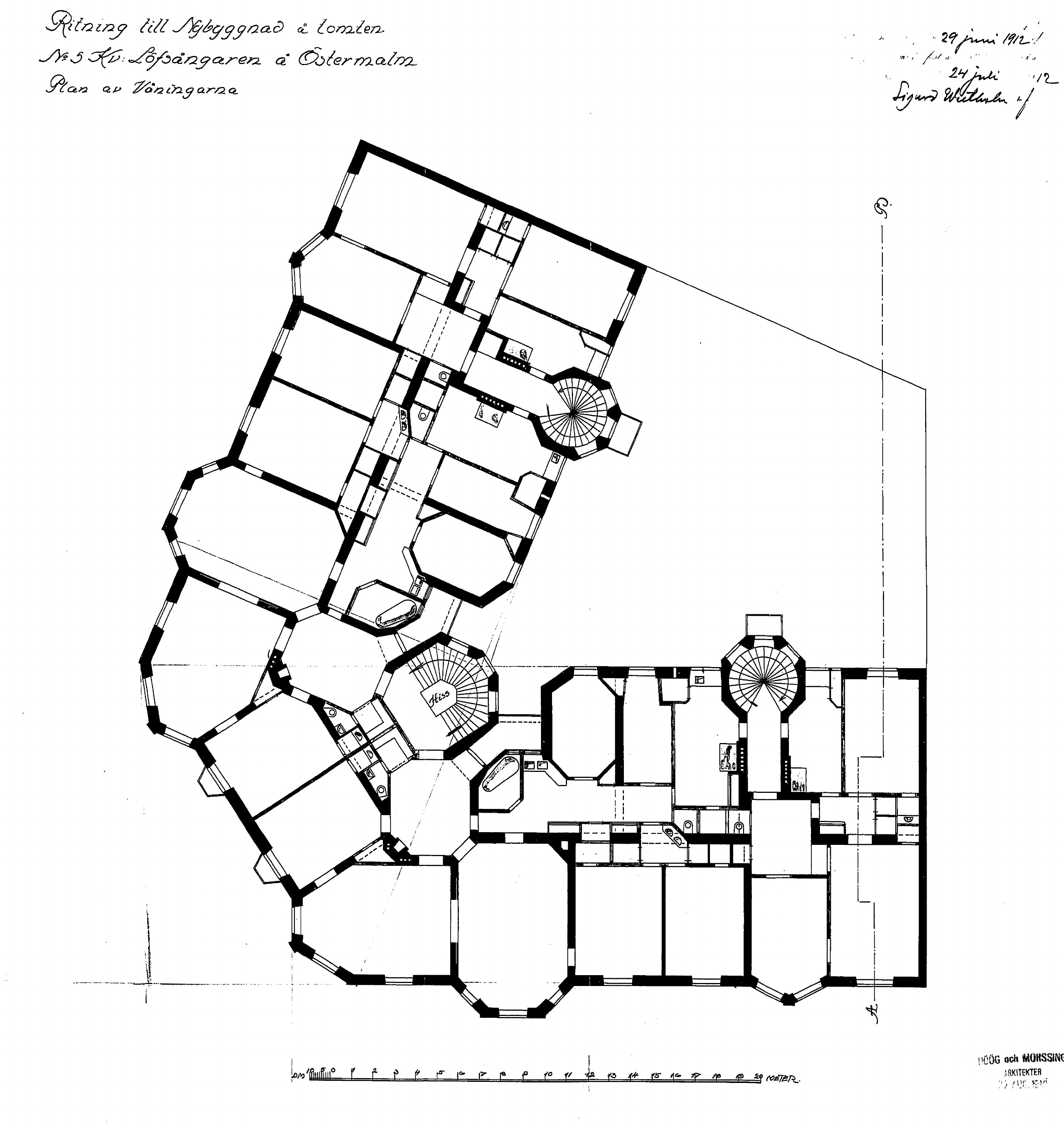
Våningsplaner 1–4 trappor.
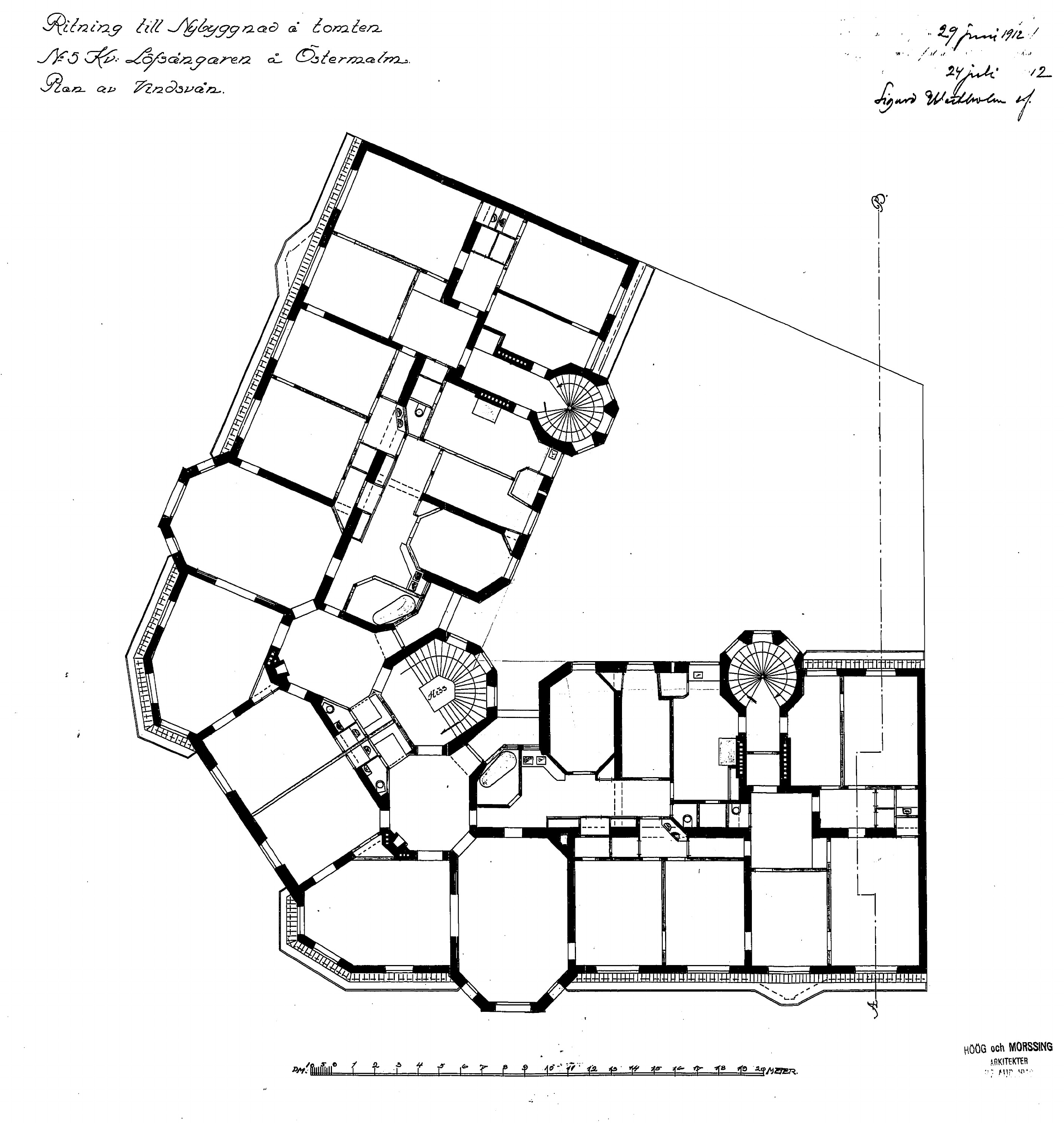
Vindsvåning.
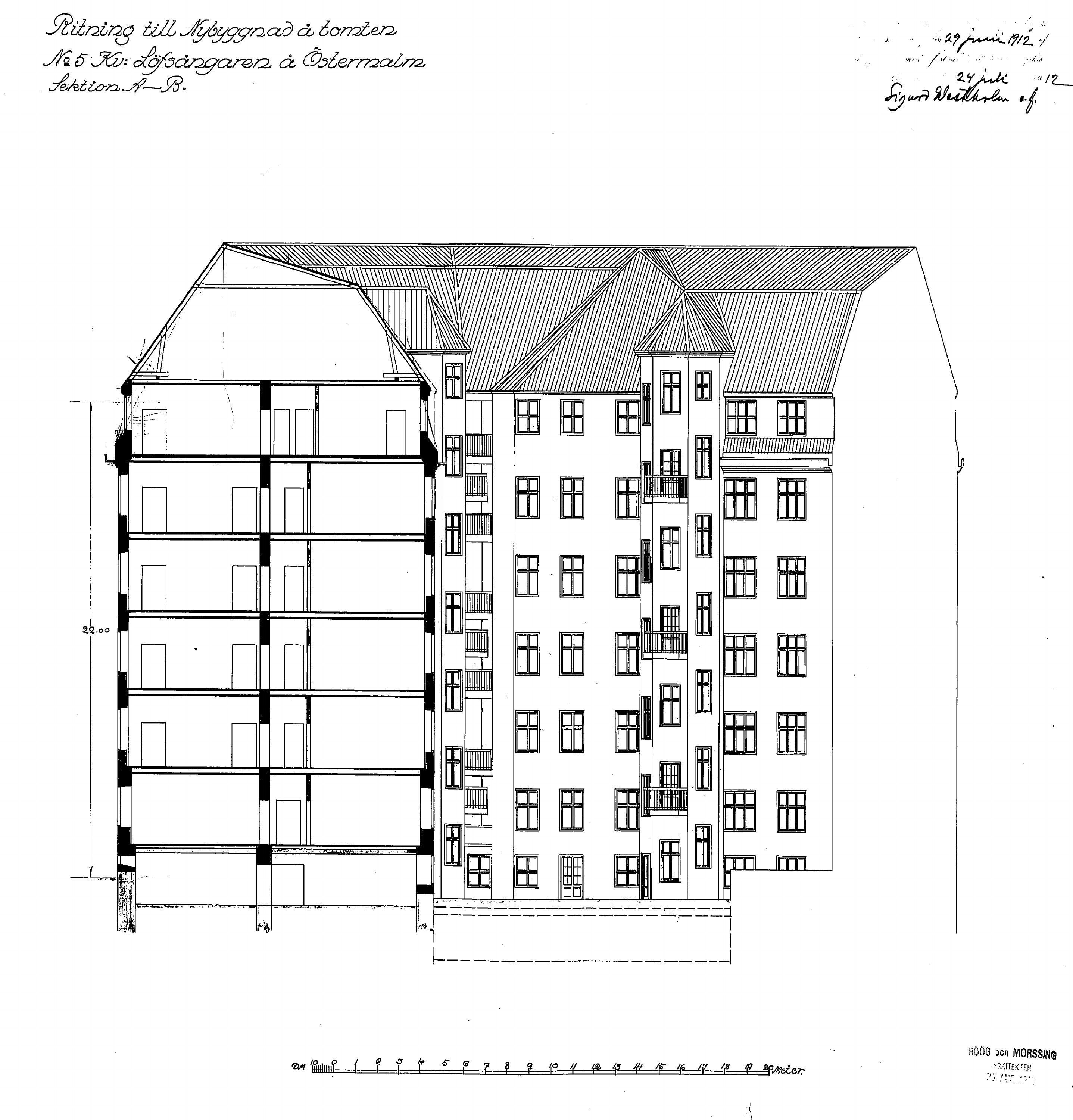
Sektion.